# 改編詞
改編詞是歌詞創作的一種。指一般以當地商業流行曲進行舊曲新詞創作作品。進行此種創作的自主填詞人，則為改編詞詞人。

## 創作風氣
常見的內容主要為愛情、搞笑、諷刺及惡搞等。
另一種是「商業」形式，由唱片公司決定，比方說，鄭秀文的「煞科」，改編自李貞賢的「換掉」。
坊間比比皆事。

## 發表地點
- 以文學、音樂為主題的網上論壇
- 網絡歌手上載自行演繹的作品之空間

## 改編詞作品
以下是一些舉例：
- 高登/膠登/lihkg改編歌曲系列
- Chemsir、亞伯林改編歌曲系列
- 勁歌金曲06 /住屋村大 林海峰演唱 (原曲：勁歌金曲)
- 北京欢迎你惡搞版
- 回歸社區 (原曲：陪我長大)
- 香港存款保障委員會廣告歌曲 （原曲：叉燒包）
- 無線電視邁向銀禧主題曲（原曲：傾斜）
- 無線電視擋不住的夏日熱情宣傳歌曲（原曲：火熱動感 La La La）
- 無線電視26周年台慶主題曲（原曲：祝婚曲）
- 香港年金2019年廣告歌曲（原曲：祝壽曲）
- 演協賑災主題曲——承諾(原曲：海闊天空)
- 果汁先生電視廣告歌曲 （原曲：L-O-V-E Love）
- 證監會電視廣告歌曲（該會原投資者教育事務已改由投資者及理財教育委員會接手，原曲：問我)
- 林海峰——最佳 Facebook 損友 (原曲：最佳損友)
- 1990年代公益金百萬行廣告歌曲 (原曲：公益心)
- 1995年求職廣場 JobMarket廣告歌曲  (原曲：東方之珠)
- 爆笑一條龍(原曲：新年歌曲)
- 步步高升(原曲：蝶舞翩翩)
- 車仔茶包廣告歌曲(原曲：Cha Cha Cha)
- 1988年教育電視小四社會《香港面面觀》組曲
  - 早晨香港（原曲：Don't Say Goodbye）
  - 人人努力幹、華洋共一家（原曲：潮流興夾Band）
  - 繁榮大都會（原曲：神仙也移民）
  - 百變香江（原曲：太陽星辰）
- 同是天涯羅樂林、相逢何必曾Big Mac（原曲：相逢何必曾相識）
- 1998年教育電視小四英文 Make the Impossible Possible 組曲
- 愛在陽光下-愛滋病教育短片
- 2002年亞洲電視豐衣足食插曲 (原曲：愛情當入樽)
- 電影《唐人街探案2》拜年歌——粉红色的回忆 (特別版)
- 無綫電視1994年世界盃足球賽廣告歌曲——World Cup如此多FUN (原曲：江山如此多FUN)
- 2018年灣仔碼頭水餃中國廣告歌曲——好運來、熱情的沙漠 (SNH48演唱版)
- 福佳歌曲系列
- 向前線消防員致敬——真的英雄（原曲：真心英雄）
- 聖誕改編歌曲系列
- 1990年世界盃足球賽主題曲(亞視)
  - 勝出是時候 (原曲：人生嘉年華)
  - 金盃爭霸戰 (原曲：卡拉永遠OK)
- 1992年加德士香港廣告歌曲(原曲：1990年世界盃足球賽主題曲)
- 可口可樂廣告歌、笑Joke 1800秒主題曲 (原曲：紅日我愛你)
- 亞視煙花照萬家巨星獻禮結尾歌曲 (原曲：1988年夏季奧林匹克運動會主題曲－手拉手)
- 日清合味道杯麵廣告歌曲 (原曲:白金升降機)
- 大約在馬季 (原曲：大約在冬季)
- 爛衫爛褲 (原曲：白衫白褲)
- 亞視節目街坊大為營片頭曲、1998申訴專員公署廣告歌曲 （原曲：包青天）
- 東海海鮮酒家廣告歌曲 （原曲：滄海一聲笑）
- 有求必應主題曲——新春報喜 (原曲：用心留住你)
- 難兄難弟之神探李奇主題曲、1999年CTI廣告歌曲 （原曲：幪面超人）
- 火焰挑戰者香港版主題曲（原曲：最激帝國）
- 心連心全城抗炎大行動主題曲《香港心》（原曲：We Shall Overcome）
- 1990年代香港警務處警隊招募宣傳歌曲（原曲：警察故事）
- 愛心無國界大匯演主題曲 (原曲：四海一家)
- 1993年蜆殼公司超爽汽油廣告歌曲、亞視節目香港有錢執片頭曲、錢家有道廣告歌（原曲：天才白痴錢錢錢）
- 疫境同行、1991年金源米業袋鼠絲苗廣告歌曲 (原曲：陪著你走)
- 百福紅豆沙廣告歌曲 (原曲：紅豆相思)
- Sunny Summer (여름여름해)冬季版——冬天冬天的 (Christmas Present，겨울겨울해)
- 2018年中国平安網上保險香港廣告歌曲 (原曲：青春、戀愛和意外)
- 《Do You Hear the People Sing?》改編版
- 野狼Disco改編詞版本
- 恭喜發財2020 (原曲：恭喜發財)
- 友誼萬歲改編詞版本
- 江南Style改編詞版本
- 新年好 (原曲：小小姑娘)
- 新春辦年貨主題曲 (原曲：皆大歡喜)
- 1990年楊協成香港廣告歌曲 (原曲:一分鐘都市 一分鐘戀愛)
- 聖約翰群星同獻救護心開場歌曲 (原曲:Para Para Sakura)
- 基本法頒布十周年紀念主題曲——基本法禮讚 (原曲：中國人)
- 善心滿載仁愛堂2012開場歌曲——跳舞街改編詞版本
- 1987年歡樂天地廣告歌曲 (原曲:貪貪貪)
- 李家仁 x 港鐵 小明上深圳廣告歌曲
- 亞視永恆 (原曲:愛是永恆)
- 拼多多主題曲 (原曲:好想你)
- 1985年獅球嘜花生油廣告歌曲 (原曲:每一個晚上)
- 2000年香港漫畫節廣告歌曲 (原曲:任性)
- 1991年維他檸檬茶廣告歌曲（原曲：俾面派對）
- 1992年維他奶茶廣告歌曲（原曲：皇后大道東）
- 1993年維他檸檬茶廣告歌曲（原曲：甜蜜如軟糖）
- 今年好笑口（原曲：倒轉地球）
- 1991年大家樂廣告歌曲（原曲：真的愛你）
- 2009年禁毒處宣傳片歌曲、天造之材（原曲：天才白痴夢）
- 1992年眼鏡88廣告歌曲——似水流年改編詞版本
- 1993年曼秀雷敦什果冰潤唇膏廣告歌曲——年青的心（原曲：火熱的心）
- 反斗群星碧波大挑戰主題曲（原曲：Chotto 等等）
- 2000年香港中華煤氣tgc「智依時」煮飯寶廣告插曲（原曲：今晚夜）
- 1992年松下電器mi-jockey廣告歌曲（原曲：對你愛不完）
- 1993年綠化香港運動廣告歌曲（原曲：生命之曲）
- 獅子山下改編詞版本
- 1993年亞視雞年特備節目組曲（原曲：獨自去偷歡、第四晚心情、我愛ICHIBAN）
- 1989年《羊城、寶島、香江率先迎新歲》未來偶像賀年歌曲串燒
  - 新春吉慶（原曲：熱燙心靈）
  - 花開錦繡（原曲：玻璃心）
  - 福星高照（原曲：喜氣洋洋）
- 1991年西港城廣告歌曲（原曲：傳說）

## 改編詞人
以下是一些舉例：
林子揚、一毫子、建燁、小克、梁栢堅

## 外部資源
- 香港討論區改編歌詞分享
- 澳門討論區改編歌詞天地 （页面存档备份，存于）
- Cmidi 原創音樂空間   （页面存档备份，存于）